# Centrale ster

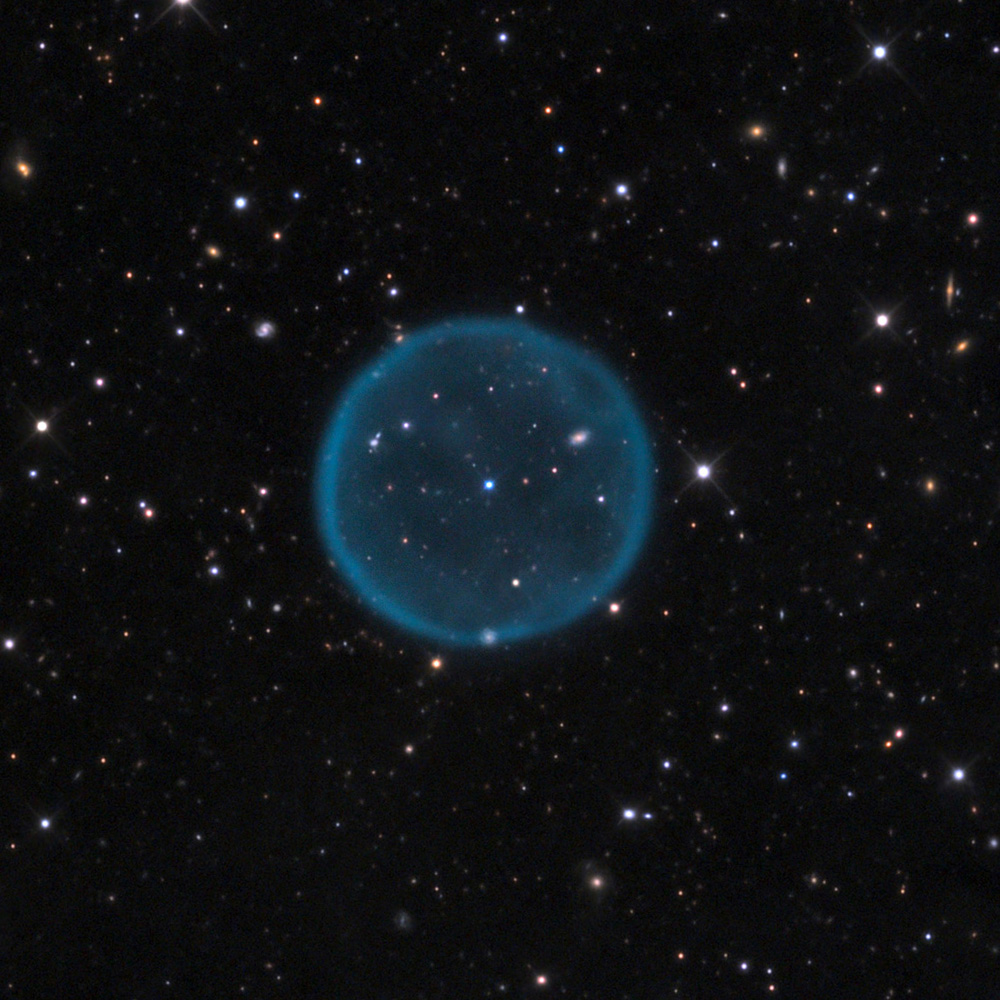
Abell 39, een planetaire nevel met duidelijke centrale ster

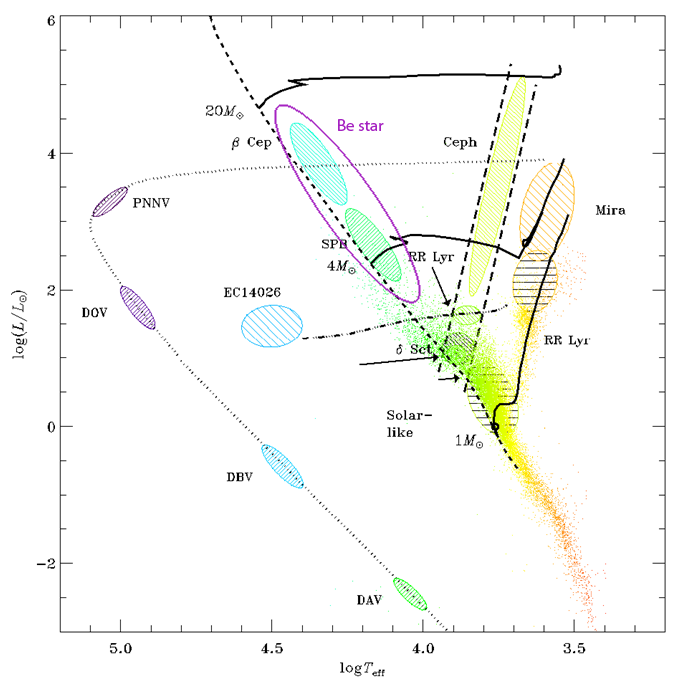
Centrale sterren van planetaire nevels bevinden zich rond de positie aangegeven met PNNV in het Hertzsprung-Russelldiagram. Jongere planetaire nevels bevinden zich meer naar rechts langs de stippellijn en oudere nevels meer naar beneden in de richting van de witte dwergen (DOV)

De centrale ster in een planetaire nevel is het restant van een reuzenster die de nevel vormde door in een fase van zijn leven een deel van zijn massa weg te blazen. De ster die overblijft kan een oppervlaktetemperatuur hebben van 200.000 kelvin. Na enkele tienduizenden jaren koelt de ster af en wordt een witte dwerg. De ster evolueert langs de stippellijn in het Hertzsprung-Russelldiagram (rechts). Vergeleken met een levensduur van een typische ster van enkele miljarden jaren is de levensduur van een planetaire nevel daarmee klein.
Een deel van de centrale sterren behoren tot de klasse van de Wolf-Rayetsterrren.